# Barnard Walford
Barnard Walford (* 1768 in Wien, Österreich; † 1828 in Hobart, Tasmanien; auch Bernard Walford) war der erste Österreicher, der im Jahr 1791 australischen Boden betrat. Walford war ein Sträfling, der eine Freiheitsstrafe von sieben Jahren in der damaligen Sträflingskolonie Australien zu verbüßen hatte.

## Leben
Barnard Walford übte den Beruf eines Graveurs aus, der von Wien nach London übersiedelte. Nach Australien deportiert wurde er am 27. März 1791 vom britischen Hafen Portsmouth, weil er einen Wäschekorb auf dem Markt Pettycoat Lane in London gestohlen hatte. Die seinerzeit drastischen Strafen für kleine Diebstähle wurden im Vereinigten Königreich mit Deportationen nach Australien verhängt, weil die britische Kolonialverwaltung zum Aufbau der Sträflingskolonie Arbeitskräfte benötigte. Am 26. September 1791 landete Barnard Walford im Hafen von Port Jackson auf dem 1764 gebauten Sträflingsschiff Active, einem Schiff der Third Fleet. Auf diesem Schiff wurden 175 männliche Sträflinge transportiert. Davon starben 21 auf See aufgrund der auf dem Schiff und auf den Schiffen der gesamten Flotte herrschenden, unmenschlichen Verhältnisse.
Barnard Walford wurde nach seiner Ankunft in Australien nach Norfolk Island transportiert. Auf dieser abgelegenen Insel herrschten in den ersten Jahren der europäischen Besiedlung Not und Elend.
Nach dem Ende seiner Strafe erhielt Barnard Walford Land. Er ließ sich nieder und heiratete eine Irin. Später übersiedelte er mit seiner Familie in die neugegründete Siedlung New Norfolk auf Tasmanien. Dort übte er mehrere Berufe aus wie Bauer, Bäcker und zuletzt betrieb er ein eigenes Gasthaus in Hobart. Dort war er ein angesehener Bürger und starb im Jahr 1828. Barnard Walford wurde als erster auf dem neugegründeten jüdischen Friedhof von Hobart beerdigt, für dessen Anlage er sich eingesetzt hatte.